# تام بسورث

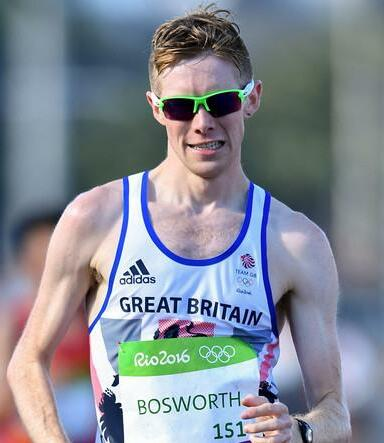
تام بسورث در المپیک تابستانی ریو ۲۰۱۶

تام بسورث (انگلیسی: Tom Bosworth؛ زادهٔ ۱۷ ژانویهٔ ۱۹۹۰) دونده پیاده‌روی سرعت اهل بریتانیا است. او دارندهٔ رکورد جهانی در پیاده‌روی سرعت در ۱ مایل است.